# لوغنان
لونغنان (بالصينية: 陇南市) هي مدينة من مدن الصين. يبلغ عدد سكانها 2567718 نسمة حسب إحصائيات سنة 2010. تبلغ مساحتها 27000 كم².

## المناخ
يظهر الجدول التالي التغييرات المناخية على مدار السنة للوغنان:
| البيانات المناخية لـلوغنان                  | البيانات المناخية لـلوغنان | البيانات المناخية لـلوغنان | البيانات المناخية لـلوغنان | البيانات المناخية لـلوغنان | البيانات المناخية لـلوغنان | البيانات المناخية لـلوغنان | البيانات المناخية لـلوغنان | البيانات المناخية لـلوغنان | البيانات المناخية لـلوغنان | البيانات المناخية لـلوغنان | البيانات المناخية لـلوغنان | البيانات المناخية لـلوغنان | البيانات المناخية لـلوغنان |
| الشهر                                       | يناير                      | فبراير                     | مارس                       | أبريل                      | مايو                       | يونيو                      | يوليو                      | أغسطس                      | سبتمبر                     | أكتوبر                     | نوفمبر                     | ديسمبر                     | المعدل السنوي              |
| ------------------------------------------- | -------------------------- | -------------------------- | -------------------------- | -------------------------- | -------------------------- | -------------------------- | -------------------------- | -------------------------- | -------------------------- | -------------------------- | -------------------------- | -------------------------- | -------------------------- |
| الدرجة القصوى °م (°ف)                       | 15.3 (59.5)                | 21.6 (70.9)                | 29.2 (84.6)                | 33.2 (91.8)                | 35.7 (96.3)                | 37.6 (99.7)                | 38.3 (100.9)               | 38.6 (101.5)               | 37.0 (98.6)                | 29.2 (84.6)                | 23.0 (73.4)                | 17.3 (63.1)                | 38.6 (101.5)               |
| متوسط درجة الحرارة الكبرى °م (°ف)           | 8.0 (46.4)                 | 10.6 (51.1)                | 15.5 (59.9)                | 21.8 (71.2)                | 25.8 (78.4)                | 28.4 (83.1)                | 30.3 (86.5)                | 29.9 (85.8)                | 24.4 (75.9)                | 19.5 (67.1)                | 14.5 (58.1)                | 9.3 (48.7)                 | 19.8 (67.7)                |
| المتوسط اليومي °م (°ف)                      | 3.3 (37.9)                 | 5.9 (42.6)                 | 10.3 (50.5)                | 15.8 (60.4)                | 19.7 (67.5)                | 22.6 (72.7)                | 24.7 (76.5)                | 24.2 (75.6)                | 19.5 (67.1)                | 14.9 (58.8)                | 9.7 (49.5)                 | 4.5 (40.1)                 | 14.6 (58.3)                |
| متوسط درجة الحرارة الصغرى °م (°ف)           | −0.3 (31.5)                | 2.3 (36.1)                 | 6.5 (43.7)                 | 11.3 (52.3)                | 15.1 (59.2)                | 18.2 (64.8)                | 20.4 (68.7)                | 20.0 (68.0)                | 16.1 (61.0)                | 11.6 (52.9)                | 6.0 (42.8)                 | 0.6 (33.1)                 | 10.7 (51.2)                |
| أدنى درجة حرارة °م (°ف)                     | −7.5 (18.5)                | −7.8 (18.0)                | −3.6 (25.5)                | −2.1 (28.2)                | 5.1 (41.2)                 | 10.1 (50.2)                | 14.8 (58.6)                | 12.3 (54.1)                | 8.4 (47.1)                 | 0.9 (33.6)                 | −4.8 (23.4)                | −8.6 (16.5)                | −8.6 (16.5)                |
| الهطول مم (إنش)                             | 1.9 (0.07)                 | 2.8 (0.11)                 | 13.5 (0.53)                | 33.9 (1.33)                | 60.1 (2.37)                | 73.3 (2.89)                | 86.7 (3.41)                | 83.0 (3.27)                | 75.4 (2.97)                | 34.3 (1.35)                | 6.2 (0.24)                 | .8 (0.03)                  | 471.9 (18.57)              |
| متوسط أيام هطول الأمطار (≥ 0.1 mm)          | 1.9                        | 2.7                        | 7.7                        | 10.4                       | 13.1                       | 13.9                       | 12.4                       | 12.0                       | 13.3                       | 11.7                       | 4.0                        | 1.1                        | 104.2                      |
| متوسط الرطوبة النسبية (%)                   | 51                         | 50                         | 52                         | 52                         | 56                         | 60                         | 63                         | 64                         | 69                         | 67                         | 58                         | 53                         | 58                         |
| ساعات سطوع الشمس الشهرية                    | 151.8                      | 127.2                      | 135.6                      | 167.0                      | 178.9                      | 164.0                      | 184.4                      | 187.6                      | 127.1                      | 120.7                      | 143.5                      | 161.8                      | 1٬849٫6                    |
| نسبة وصول أشعة الشمس                        | 48                         | 41                         | 37                         | 43                         | 42                         | 38                         | 42                         | 45                         | 34                         | 34                         | 46                         | 53                         | 42                         |
| المصدر: China Meteorological Administration |                            |                            |                            |                            |                            |                            |                            |                            |                            |                            |                            |                            |                            |

## أعلام
- كاو دونغ

## وصلات خارجية
- الموقع الرسمي